# Il rintocco funebre alle nozze
Il rintocco funebre alle nozze (The Wedding-Knell) è un racconto del 1836 scritto da Nathaniel Hawthorne.

## Trama
Mrs. Dabney si prepara per il suo terzo matrimonio. Al suo arrivo in chiesa, sente gli inconfondibili rintocchi di campana di una cerimonia funebre al posto di quelli che dovrebbero annunciare le nozze. Mentre attende all'altare, lo sposo arriva avvolto in un sudario. In un primo momento sembra uno scherzo di cattivo gusto, ma poi lo sposo espone alla futura moglie la sua bizzarra idea, suggeritagli dal fatto che, data la loro età, molto poco avranno da condividere in vita della loro unione matrimoniale.